# マーチャーシュ1世 (ハンガリー王)
マーチャーシュ1世（ハンガリー語: I. Mátyás, 1443年2月23日 - 1490年4月6日）は、ハンガリー王（在位：1458年 - 1490年）。ボヘミア王（対立王）でもあった（在位：1469年 - 1490年）。「正義王」の異名がある。フニャディ・マーチャーシュ（ハンガリー語: Hunyadi Mátyás）、マティアス・コルヴィヌス（羅: Matthias Corvinus Huniades）とも呼ばれる。コルヴィヌスあるいはコルウィヌスは「烏（corvus コルウス）の人」を意味するラテン語名で、フニャディ家の烏（カラス）の紋章に由来し、それはヴァイダフニャド城の別名に由来する。1479年にはオーストリア大公国の支配権も得る。
王軍を常備軍として設置し、中央集権化を進めて、中世ハンガリーの最盛期を築いた。ルネサンス文化を奨励したことでも知られる。ハンガリーの1000フォリント紙幣には、マーチャーシュの肖像が印刷されている。

## 生涯

### 治世
ハンガリー王国の摂政フニャディ・ヤーノシュには長子ラースローがあり、ヤーノシュと共に従軍して1456年のベオグラードの戦勝にも功績があった。しかしヤーノシュの死後、ハンガリー貴族の内紛に巻き込まれてラースローは処刑されてしまう（エルケル・フェレンツが作曲したオペラに、この事件を題材にした『フニャディ・ラースロー』がある）。その結果、次子のマーチャーシュに大貴族と対立する中小貴族の支持が集まり、ハンガリー王に選出された。
オスマン帝国と対抗するワラキア公ヴラド3世（ヴラド・ドラキュラ）とは同盟関係にあったが、弟のラドゥと国内離反貴族に追われたヴラドがトランシルヴァニアに逃げ込むと、オスマン帝国に内通したとしてヴラドを捕らえ、幽閉する。事実は逆で、ラドゥこそが親オスマン勢力であった。しかし、マーチャーシュ1世は十字軍を放棄するための口実としてヴラドを利用し、このために幽閉中もヴラドの残虐性をことさら広めたといわれる。その間にヴラドはマーチャーシュ1世の妹マーリアと結婚し、1475年にオスマン軍がモルダヴィアへ攻め込むと、ようやく解放されてワラキアに戻った。このように、オスマン帝国の伸長に対しては直接兵を向けて阻むことが少なかった。
一方、マーチャーシュ1世はオーストリア、ボヘミア方面に侵出し、ボヘミア王イジーからモラヴィアを奪い、後を継いだヴラジスラフとの戦いも有利に進め、一時はウィーンを陥落させるなど、ハンガリー最大の版図を実現した。1479年にはシレジア、モラヴィア、ラウジッツの領有とボヘミア王位を認められ、実質的なオーストリア大公に選出された（オロモウツの和約）。ハプスブルク家を追い出した後には、さらに神聖ローマ皇帝位を狙っていたといわれる。
しかし1490年に47歳で急死したため、その望みは果たされなかった。嫡子がなかったため、ボヘミア王ヴラジスラフがハンガリー王に即位した（ウラースロー2世）が、マーチャーシュ1世の死によって、抑えられていた大貴族（マグナート）たちの専横が再び強まり、強力を誇った王軍も弱体化、モハーチの戦い（1526年）でハンガリーはオスマン帝国に決定的な敗北を喫することとなる。

### 結婚
最初の妃はボヘミア王イジーの娘カテジナ（ハンガリー名カタリン、1449年 - 1464年）で、1461年に結婚したが、3年足らずで死別した。2番目の妃はナポリ王フェルディナンド1世の娘ベアトリーチェ（ハンガリー名ベアトリクス、1457年 - 1508年）で、マーチャーシュ1世と死別後にウラースロー2世と再婚した。マーチャーシュ1世は2人のいずれとも子供をもうけることがなかった。
ドイツ人の平民女性バルバラ・エーデルペックとの間に庶子コルヴィン・ヤーノシュ（1473年 - 1504年）がおり、マーチャーシュはこの息子をハンガリー王位の継承者にしようと運動したが、王妃ベアトリーチェを含め多くの人々の反対に遭い、諦めざるを得なかった。

### ルネサンス文化の奨励
マーチャーシュ1世は、イタリアから建築家や文化人を首都ブダの王宮に招き、ハンガリーの若者を外国留学させるなどして文化を奨励した。こうしてブダは、ルネサンス文化の一中心地として栄えた。また、ポジョニ（現ブラチスラヴァ）に大学を設立した。王立図書館にはコルヴィナ文庫として知られる写本が2,000巻集められた。

### マーチャーシュ教会
マーチャーシュ教会はブダ王宮の丘に立つ聖母教会で、13世紀にベーラ4世によって聖母マリアのためのゴシック様式で建築された。マーチャーシュ1世が教会を増築し、ここで2度結婚式を挙げたことから、後世マーチャーシュ教会と呼ばれるようになった。歴代のハンガリー王がこの教会で戴冠式を執り行った。16世紀にオスマン帝国がハンガリーを占領するとモスクとして使用され、17世紀にオスマン軍が撤退するとすぐにカトリック教会に戻された。一時内装をバロック様式に替えられたが、1874年から1896年にかけて建築家シュレック・フリージェッシュが改修し、ゴシック様式を復元した。

### マーチャーシュ1世にまつわる伝説
マーチャーシュ1世は身分を隠してしばしば国内をまわったと言い伝えられている。日本の『水戸黄門』のようなイメージである。マーチャーシュ1世配下で、大剣を両手で自在に操ったという豪傑キニジ・パールは、王が「お忍び」中、水車小屋で休んでいるときに、大きな岩を盆の代わりにして水を差し出し、これが縁となって臣従したという伝説がある。

## 略年表
- 1443年：トランシルヴァニア地方のコロジュヴァール（現ルーマニアのクルージュ＝ナポカ）でトランシルヴァニア公フニャディ・ヤーノシュの次男として生まれる。
- 1456年：父ヤーノシュがペストのため没。
- 1458年：17歳でハンガリー王に即位。
- 1461年：上部ハンガリー（現スロヴァキア）を事実上支配していた傭兵隊長ギシュクラ・ヤーノシュを破って配下とする。
- 1465年：ローマ教皇ピウス2世より、フス派が勢力を持つボヘミアへの出兵要請を受ける。
- 1468年：ボヘミアに出兵、モラヴィアを占領。
- 1471年：ボヘミアに再出兵、シレジアと上ラウジッツを占領。
- 1479年：オロモウツの和約。ハプスブルク家からオーストリアの支配権をかちとる。
- 1485年：ウィーンを占領。
- 1490年：ウィーンにて没。